# Miguel Ángel Gamboa
Miguel Ángel Luis Gamboa Pedemonte est un footballeur chilien né le 21 juin 1951 à Santiago (Chili).

## Biographie

### En club
Gamboa joue dans différents clubs chiliens et mexicains. Il inscrit notamment 16 buts au sein du championnat du Chili lors de l'année 1974, puis 15 buts au sein du championnat du Mexique lors de la saison 1978-1979.

### En équipe nationale
Gamboa reçoit 19 sélections en équipe du Chili entre 1974 et 1983, pour 5 buts inscrits.
Il participe avec cette équipe à la Coupe du monde 1982 organisée en Espagne. Lors du mondial, il joue deux matchs : contre l'Autriche, et l'Allemagne.
Gamboa dispute également la Copa América 1975 avec l'équipe du Chili.

## Carrière
- 1971-1972 :  Audax Italiano
- 1973 :  Lota Schwager
- 1974-1975 :  Colo Colo
- 1975-1978 :  Tecos UAG
- 1978-1981 :  América
- 1981-1983 :  Universidad de Chile
- 1983-1985 :  Deportivo Neza

## Palmarès
- Vainqueur de la Coupe du Chili en 1974 avec Colo Colo